# Кенте, Филипп
Фили́пп Кенте́ (фр. Philippe Quintais; род. 30 декабря 1967, Шартр) — французский петанкист и тренер по петанку. Многократный победитель этапов Masters de pétanque, 14-кратный чемпион мира, чемпион Европы и Кубка Европейских чемпионов, 12-кратный победитель первенства Франции.
Вместе с Анри Лакруа и Филиппом Сюшо составлял знаменитую Dream Team, в начале 2000-х почти не знавшую себе равных на французской и международной арене. Причём для первого он являлся кумиром детства, Лакруа с 13-ти лет мечтал сыграть с Филиппом.
Выступал за команды Hanches, Star Master’s, Duc de Nice и Dreux.
С 2009 года также является спортивным послом города Дрё.